# Fixlösning
Fixlösning, heltalslösning eller flertalslösning är inom geodesin är  ett resultat från utjämning av data (dubbeldifferenser) från fasmätning på bärvågen, där antalet våglängder (periodobekanta) har fixerats till heltal (jämför flyttalslösning). De obekanta i en sådan utjämning är vanligen endast koordinatdifferenser mellan olika stationer.